# SGR 1806-20
SGR 1806-20 is een neutronenster van het type magnetar met het sterkste magnetische veld dat ooit is waargenomen  (meer dan 1011 tesla). De ster bevindt zich op een afstand van 50.000 lichtjaar van de Aarde, in het sterrenbeeld Boogschutter. Op 27 december 2004 werd een van de ster afkomstige lichtflits waargenomen die in röntgen- en gammastraling feller was dan alles wat tot nu toe buiten het zonnestelsel is gezien. De hoeveelheid energie die bij de explosie vrij kwam was krachtig genoeg om de bovenste lagen van de aardatmosfeer te ioniseren, iets wat gewoonlijk gebeurt onder invloed van de zon. De ionisatie was zelfs zo sterk, dat de ionosfeer uitzette.
De lichtflits werd veroorzaakt door een explosie als gevolg van een krachtige sterbeving. Gedurende de eerste 200 milliseconden raakten alle gammaruimtetelescopen verblind die op het betreffende stuk van de hemel waren gericht. Verschillende satellieten die onderzoek verrichtten naar de magnetosfeer van de Aarde echter niet. Dankzij de gegevens van deze instrumenten kon de lengte van de breuklijn op het oppervlak van de ster worden berekend op 5 kilometer, wat enorm is voor een hemellichaam met een diameter van niet meer dan enkele tientallen kilometers.
Sinds de waarneming van de lichtflits, worden dergelijke gebeurtenissen als mogelijke oorzaak van massa-extincties gezien.

## Gamma- en röntgenuitbarsting
Doordat er zeer grote krachten werken op een magnetar (afkomstig van het zeer sterke magnetisch veld om de magnetar) heeft deze een bijna vaste korst bestaande uit neutronium (op elkaar geperste neutronen onder zeer grote druk). Bij een sterbeving vanaf een magnetar ontstaat een zogenoemde gammaflits of Gamma-Ray-Burst (GRB) waarbij een zeer sterke uitstoot van gammafotonen worden uitgestoten. In de toekomst zullen deze gammaflitsen van andere magnetars mogelijk onderzocht kunnen worden met de Gamma Ray Spectrometer (GRS).